# Массовый побег из тюрем Гаити (2024)
Массовый побег из тюрем Республики Гаити произошёл в марте 2024 года, когда вооружённые банды взяли штурмом две крупнейшие тюрьмы государства, в результате чего сбежало около 3700 заключенных. Бандиты потребовали отставки премьер-министра Ариэля Анри. Правительство Гаити объявило 72-часовое чрезвычайное положение и ночной комендантский час в попытке обуздать насилие и хаос в стране. Однако взять ситуацию под контроль так и не удалось. Позже, на фоне неутихающих в стране беспорядков, Ариэль Анри сообщил о принципиальной готовности уйти в отставку.

## Предыстория
1 марта 2024 года премьер-министр Ариэль Анри направился в Кению, где проводил переговоры по поводу вынесенного решения Верховным судом, объявившим поддерживаемую ООН операцию по обеспечению безопасности Гаити неконституционной в соответствии с кенийским законодательством.

## Штурм тюрем
2 и 3 марта 2024 года вооружённые банды успешно штурмовали две крупнейшие тюрьмы на Гаити: одну в Куа-де-Буке и вторую в Порт-о-Пренсе, в результате чего сбежало около 3700 заключенных. В ходе столкновений погибло более 12 человек. Правительство Гаити под руководством министра финансов Патрика Бойвера объявило 72-часовое чрезвычайное положение и ночной комендантский час в попытке обуздать насилие и хаос.
Лидер банды «Семья и союзники G9» Джимми Шеризье (также известный как «Джимми Барбекю») взял на себя ответственность за нападения и потребовал отставки Ариэля Анри. Джимми Шеризье также заявил, что целью увеличения количества нападений является задержание важных правительственных чиновников, включая начальника полиции. К нападениям присоединились многие сбежавшие из тюрем лидеры банд, что породило слухи о том, что между конкурирующими бандами в войне на Гаити формируется альянс с целью свержения действующей элиты.

## Последующие события
4 марта 2024 года около 13:00 по местному времени вооружённые банды атаковали хорошо укрепленный международный аэропорт имени Туссен-Лувертюра, ведя перестрелку с полицией и военными в попытке взять под контроль этот стратегический объект после слухов о том, что Ариэль Анри собирается вернуться в страну.
5 марта 2024 года Генеральный секретарь ООН Антониу Гутерреш заявил о желании принять срочные меры, в частности, в предоставлении финансовой поддержки многонациональной миссии по обеспечению безопасности. Позже в тот же день Ариэль Анри приземлился в международном аэропорту имени Луиса Муньоса Марина в Пуэрто-Рико, не сумев приземлиться на Гаити из-за мятежа банд. Кроме того, 5 марта 2024 года произошла ещё одна попытка побега из тюрьмы, в результате которой погибли трое заключенных, однако гаитянская полиция смогла отбить нападение.
6 марта 2024 года банды напали на полицейский участок в Ба-пё-де-Шозе и сожгли его. Частный терминал Caribbean Port Services в международном порту Порт-о-Пренс, известный своей ключевой ролью в обеспечении продовольствием и припасами, также подвергся нападению и разграблению, в результате чего операции порта были приостановлены на неопределённый срок.
7 марта 2024 года чрезвычайное положение в Западном департаменте, включая ночной комендантский час и запрет на протесты, было продлено с трёх дней до месяца (до 3 апреля 2024 года).
8 марта 2024 года бандиты напали на два полицейских участка возле Национального дворца, а также на сам дворец и сожгли здание Министерства внутренних дел Республики Гаити. Зона безопасности вокруг международного аэропорта имени Туссен-Лувертюра была атакована бандами, а звуки выстрелов были слышны по всему Порт-о-Пренсу.
9 марта 2024 года бандиты напали и захватили штаб-квартиру Института социального обеспечения в Порт-о-Пренсе, а правительство Доминиканской Республики объявило о планах эвакуировать своих должностных лиц и граждан из Порт-о-Пренса. Контрнаступление против банд было предпринято гаитянской полицией поздно вечером после того, как были атакованы и сожжены еще три полицейских участка, при этом поступили сообщения о том, что несколько гаитянских полицейских машин были угнаны и теперь «патрулируют» этот район.
10 марта 2024 года Соединённые Штаты Америки эвакуировали второстепенный персонал из своего посольства в Порт-о-Пренсе на вертолёте, одновременно направив к посольству дополнительные силы морской пехоты для защиты. Посольство Германии также было эвакуировано подразделениями ВВС Доминиканской Республики. Илон Маск объявил, что будет предоставлять Starlink и на Гаити, в свете продолжающихся беспорядков. Премьер-министр Ямайки объявил, что в понедельник, 11 марта, представители 8 стран, включая Францию, Канаду и США, встретятся в Кингстоне, чтобы обсудить продолжающееся насилие на Гаити.
11 марта 2024 года организация Карибское сообщество провела экстренное совещание для обсуждения ситуации на Гаити, министр внутренних дел Китхуре Киндик также объявил, что полицейские силы в настоящее время находятся на этапе подготовки к развертыванию и готовы к отправке на Гаити. Однако, до сих пор не назначена дата их отправки, что вызвало сильное международное давление со стороны Соединённых Штатов и многочисленные переговоры между этой страной и Кенией по поводу развертывания, одна из которых состоялась 11 марта между президентом Кении Уильямом Руто и госсекретарем Энтони Блинкеном. По сообщению посольства Канады на Гаити международный аэропорт Туссен-Лувертюр был закрыт.
12 марта 2024 премьер-министр Гаити Ариэль Анри объявил, что готов уйти в отставку сразу после создания переходного президентского совета. 24 апреля, за день до церемонии инаугурации переходного президентского совета, Анри ушел в отставку.